# Ophthalmis mutata
Ophthalmis mutata là một loài bướm đêm trong họ Noctuidae.